# Haplopseustis
Haplopseustis är ett släkte av fjärilar. Haplopseustis ingår i familjen nattflyn.
Kladogram enligt Catalogue of Life:
| Haplopseustis | \| \| Haplopseustis erythrias \| \| \| \| \| \| Haplopseustis pyrrhias \| \| \| \| |
|               | \| \| Haplopseustis erythrias \| \| \| \| \| \| Haplopseustis pyrrhias \| \| \| \| |
|               | Haplopseustis erythrias                                                            |
|               |                                                                                    |
|               | Haplopseustis pyrrhias                                                             |
|               |                                                                                    |